# 埃申堡
埃申堡是德国黑森州的一个市镇。总面积45.78平方公里，总人口10268人，其中男性5254人，女性5014人（2011年12月31日），人口密度224人/平方公里。